# Ангистрон (деревня)
Ангистрон (греч. Άγκιστρον ή Άγκιστρο — «крюк») — деревня в Греции. Расположена на высоте 300 м над уровнем моря, в Санданско-Петрической котловине, на северном склоне горы Ангистрон, на левом берегу реки Стримон, которая к юго-востоку от неё входит в Рупельское ущелье, в 120 км от Салоников, в 50 км к северу от города Сере и к северу от города Сидирокастрон, в непосредственной близости от государственной границы с Болгарией. Рядом с деревней находится пограничный контрольно-пропускной пункт Кулата — Промахон. Административно относится к общине Синдики в периферийной единице Сере в периферии Центральная Македония. Площадь 70,937 км². Население 373 человек по переписи 2011 года.
В деревне находятся лечебные геотермальные источники.
За пределами села организовано рыбоводство по выращиванию форели.

## История

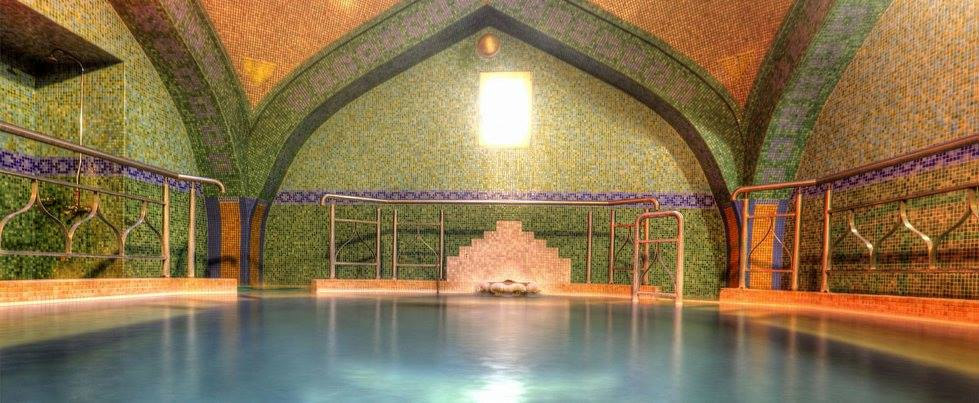
Византийская баня Агкистро.

До 1927 года (ΦΕΚ 7Α) называлась Цингели (Τσιγγέλη), также Ченгел (тур. Çengel — «крюк»). Славянское название — Сенгелово. В 1927 году деревня была переименована в Ангистрон, что является переводом турецкого названия Ченгел («крюк»).
Название деревня Ангистрон получила от одноимённой горы высотой до 1294 м. Гора считается продолжением гор Славянка, разделяющих Грецию и Болгарию. Гора покрыта лиственными и хвойными лесами. Эта местность стала известной ещё во времена Филиппа II Македонского в IV веке до н. э., благодаря имеющимся в районе месторождениям серебра и железа, которые вместе с Пангеем «финансировали» общегреческую Азиатскую экспедицию (336—334 до н. э.) против Персии и поход Александра Македонского в Азию. Шлаки, которые разбросаны внутри и снаружи Ангистрона, являются остатками древней горнодобывающей деятельности. В период османского владычества гора называлась Ченгел (Цингели).
В деревне находятся лечебные геотермальные источники с температурой воды 40,5 °C. Византийский каменный хаммам в Ангистроне датируется 950 годом. Его использовали турецкий бей и его гарем в период османского владычества. В настоящее время работает термальный курорт.
В византийский период в середине XI века была построена внушительная каменная часовая башня. В период османского владычества башня использовалась как тюрьма и место казни. Башня сохранилась, а часы были разрушены во время вторжения Германии в 1941 году. На башне в настоящее время установлены новые часы. Вокруг башни сохранились старинные дома, разделённые узкими переулками.

## Население
| Год  | Население, человек |
| ---- | ------------------ |
| 1991 | 386                |
| 2001 | 393                |
| 2011 | ↘ 373              |